# Вернер Занне
Вернер Занне (нім. Werner Otto Sanne; 5 квітня 1889, Берлін — 26 вересня 1952, Краснополь) — німецький воєначальник, генерал-лейтенант вермахту. Кавалер Лицарського хреста Залізного хреста.

## Біографія
20 червня 1908 року вступив в Імперську армію. Учасник Першої світової війни. Після демобілізації армії залишений в рейхсвері. З 15 жовтня 1935 року — командир 57-го піхотного полку, з 2 лютого 1940 року — дивізії №193, з 11 травня по 1 листопада 1940 року — 34-ї піхотної, з 10 жовтня 1940 року — 100-ї легкої піхотної (з 6 липня 1942 року — єгерської) дивізії. Учасник Сталінградської битви. Занне був одним із останніх німецьких офіцерів, які 31 січня 1943 року здались радянським військам. Помер у таборі.

## Звання
- Фанен-юнкер (14 жовтня 1908)
- Фенріх (19 червня 1909)
- Лейтенант (16 червня 1910) — патент від 20 червня 1908 року.
- Оберлейтенант (25 лютого 1915)
- Гауптман (18 жовтня 1917)
- Майор (1 грудня 1930)
- Оберстлейтенант (1 травня 1934)
- Оберст (1 квітня 1936)
- Генерал-майор (1 квітня 1940)
- Генерал-лейтенант (1 квітня 1942)

## Нагороди
- Залізний хрест 2-го і 1-го класу
- Медаль «За відвагу» (Гессен)
- Військовий Хрест Фрідріха-Августа (Ольденбург) 2-го і 1-го класу
- Хрест «За військові заслуги» (Австро-Угорщина) 3-го класу з військовою відзнакою
- Нагрудний знак «За поранення» в чорному
- Почесний хрест ветерана війни з мечами
- Медаль «За вислугу років у Вермахті» 4-го, 3-го, 2-го і 1-го класу (25 років)
- Пам'ятна військова медаль (Австрія) з мечами
- Застібка до Залізного хреста 2-го і 1-го класу
- Німецький хрест в золоті (19 грудня 1941)
- Лицарський хрест Залізного хреста (22 лютого 1942)
- Медаль «За зимову кампанію на Сході 1941/42»
- Військовий орден Залізного трилисника 1-го класу (Незалежна Держава Хорватія; 1 січня 1943)
- Орден Заслуг (Угорщина), командорський хрест з мечами